# David Jerome Spence
David Jerome Spence (1873-1955) est un architecte canadien d’origine américaine.

## Biographie
David Jerome Spence est né à Louisville au Kentucky en 1873. Diplômé du Massachusetts Institute of Technology (MIT) en 1896, il part pour Paris afin d'assister à quelques ateliers avant de revenir aux États-Unis. Il est embauché par les firmes Chapman and Frazer et Ball and Dabney de Boston. En 1901, il émigre à Montréal où il forme le cabinet Finley and Spence Architects avec Samuel Arnold Finley (1873-1933), avec qui il conçoit la caserne de pompiers no. 21, classé un « Immeuble de valeur patrimoniale exceptionnelle » par la ville de Montréal.
Son association avec Finley prend fin en 1912. Il poursuit alors sa carrière seul jusqu'en 1937. Durant cette période, il signe des édifices d’importance à Montréal, notamment l'édifice de la Unity Building (1913), la Succursale postale F (1913), l'immeuble Insurance Exchange (1923-1924) et la Maison Martlet (Seagram House), sur la rue Peel (1928-1929) et le manège militaire de Cathcart (1933). Il fournit également les plans de la maison John-Wilson-McConnell.
De 1937 à 1952, il s’associe à David Mathias avec qui il termine sa carrière. On leur doit notamment le 1255 Phillips Square au Square Phillips (1947) pour le compte d'Allan Bronfman, ouvrage qui tranche avec sa production habituelle par son allure moderniste.
Parmi les autres réalisations d'intérêt de Spencer, on retrouve l'édifice Guardian Fire and Life Assurance Company sur la rue Saint-Jacques (1902), le Strathcona Hall de l'Université McGill (1905), l'édifice Belgo sur la rue Sainte-Catherine (1912), Le Linton (1909) sur la rue Sherbrooke West, et l'édifice de la Banque Dominion (1927; selon les plans de John McIntosh Lyle (en)). Son style architectural s'inscrit dans la mouvance Beaux-Arts qu'on retrouve à Montréal au début du XXe siècle.
David Jerome Spence meurt à Montréal en 1955.

## Galerie

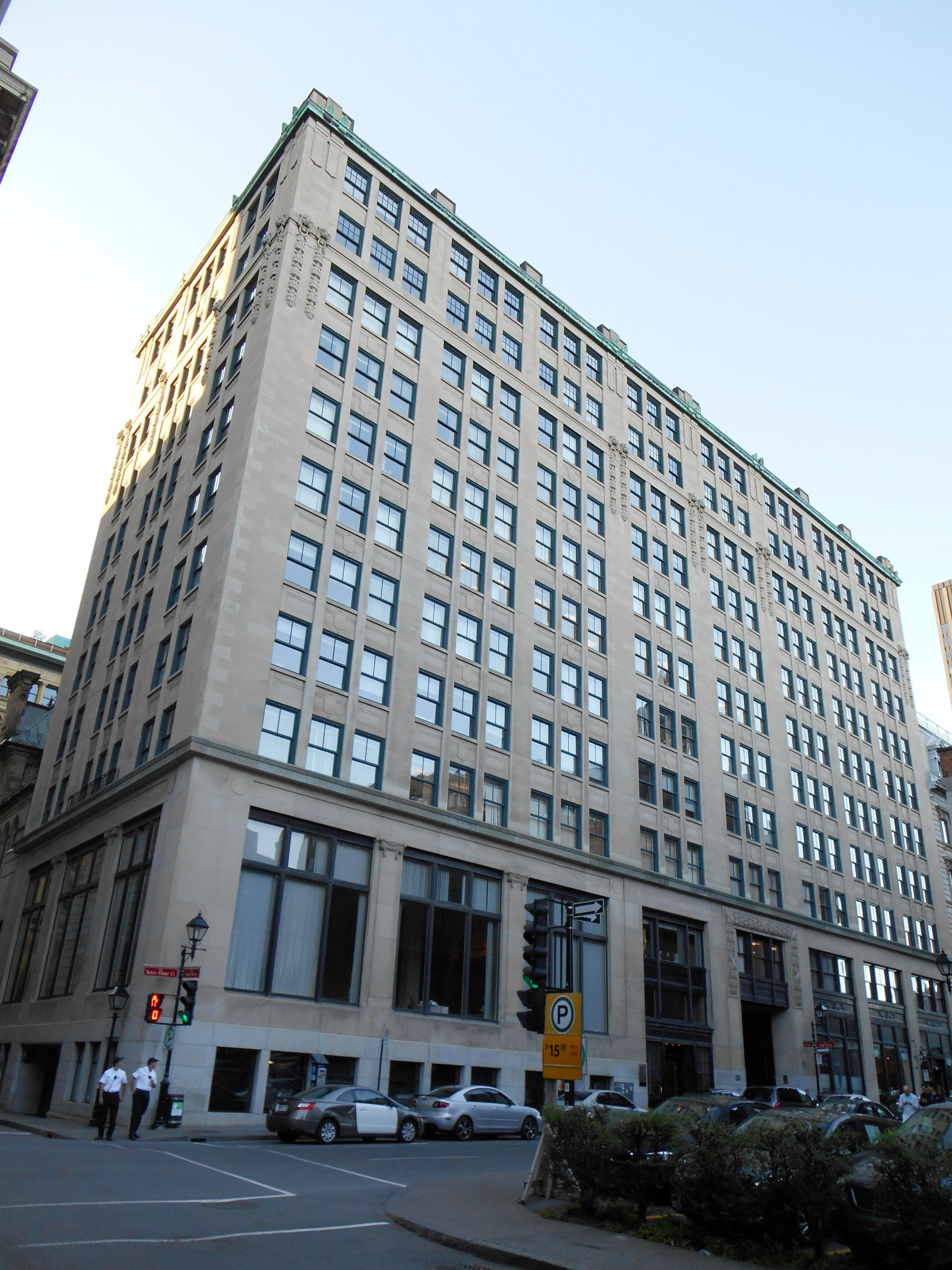
Édifice Insurance Exchange Building, rue Saint-Jacques
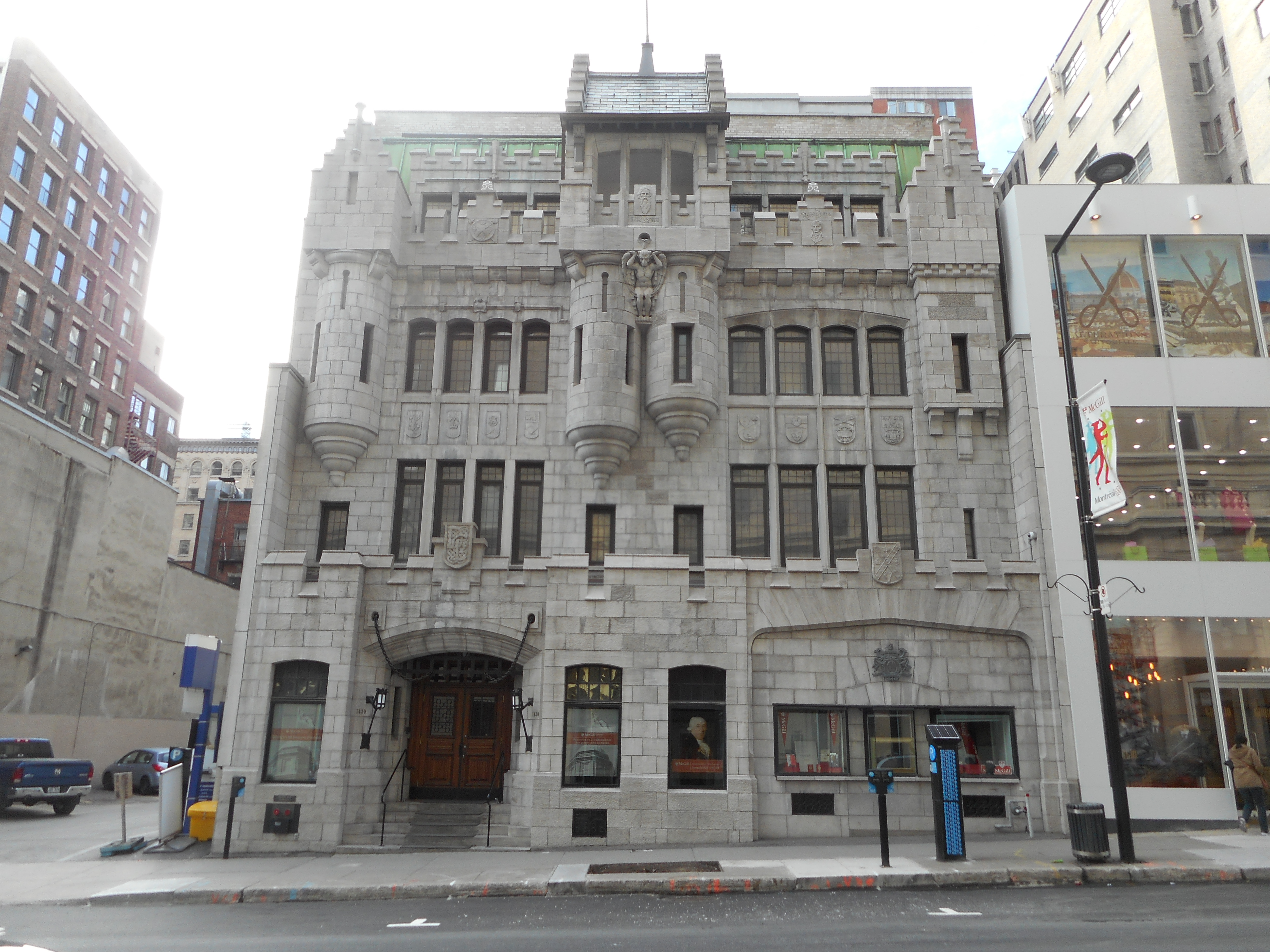
Maison Martlet, rue Peel
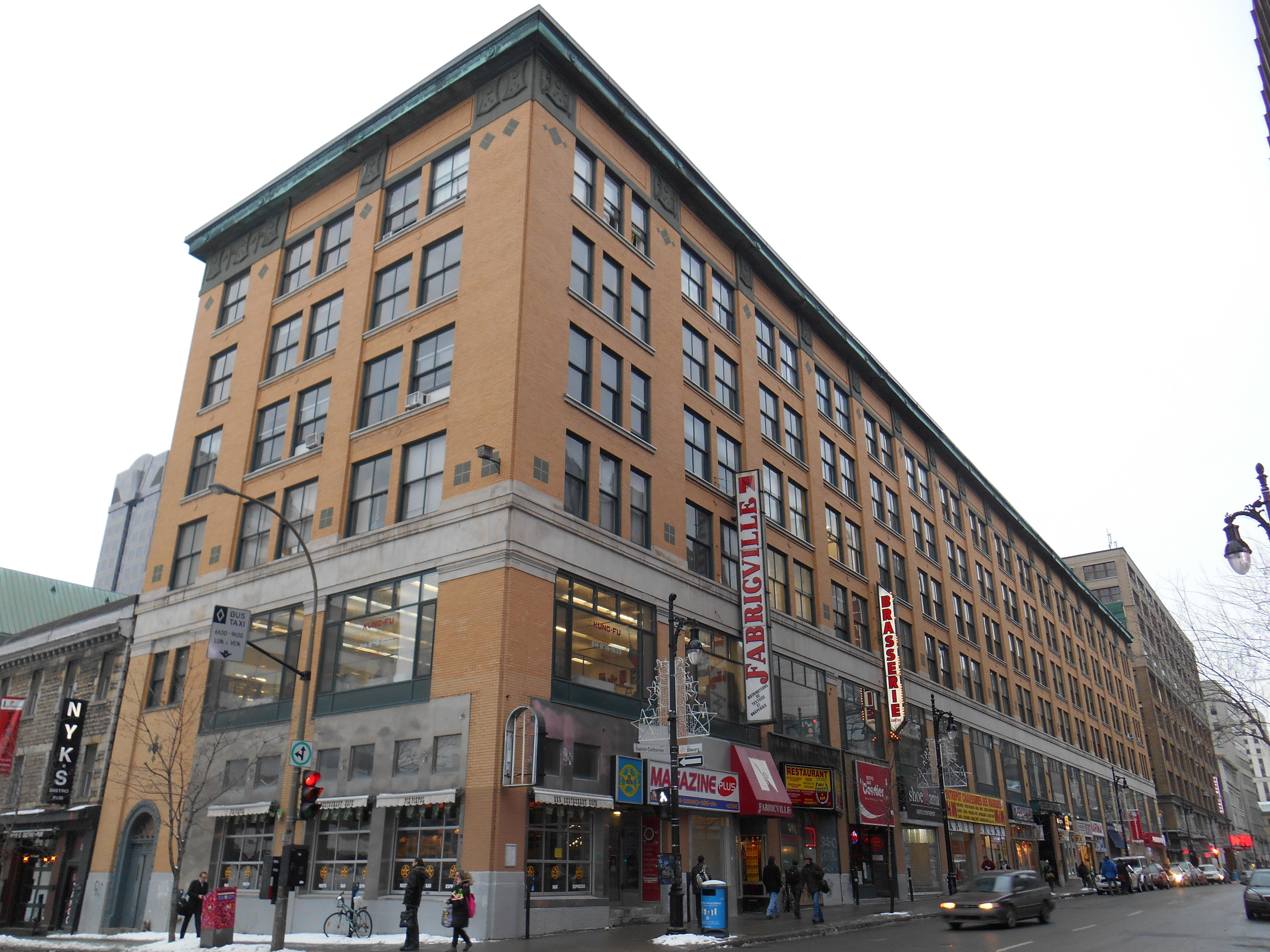
Édifice Belgo, rue Sainte-Catherine
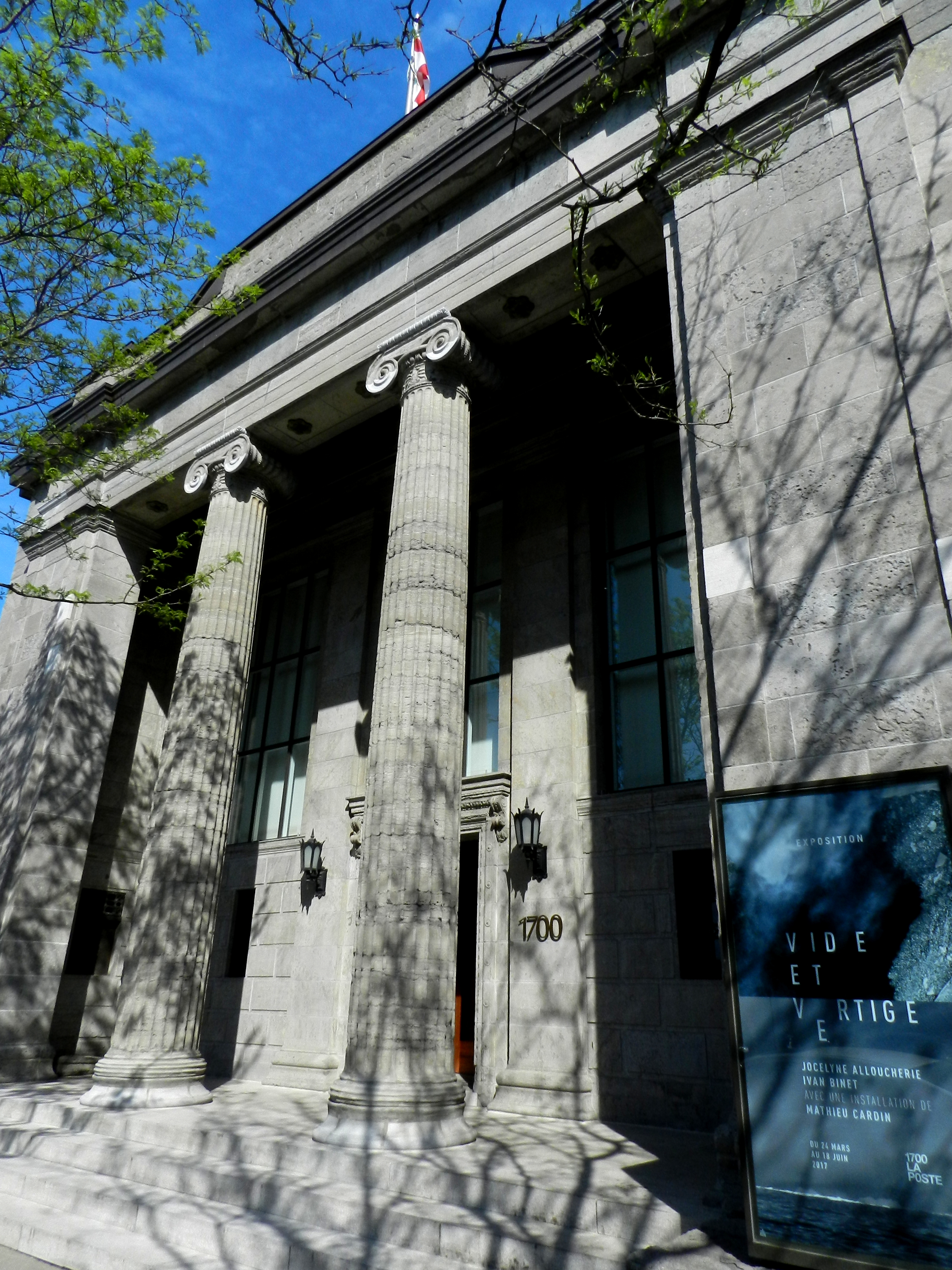
Succursale postale F, rue Notre-Dame
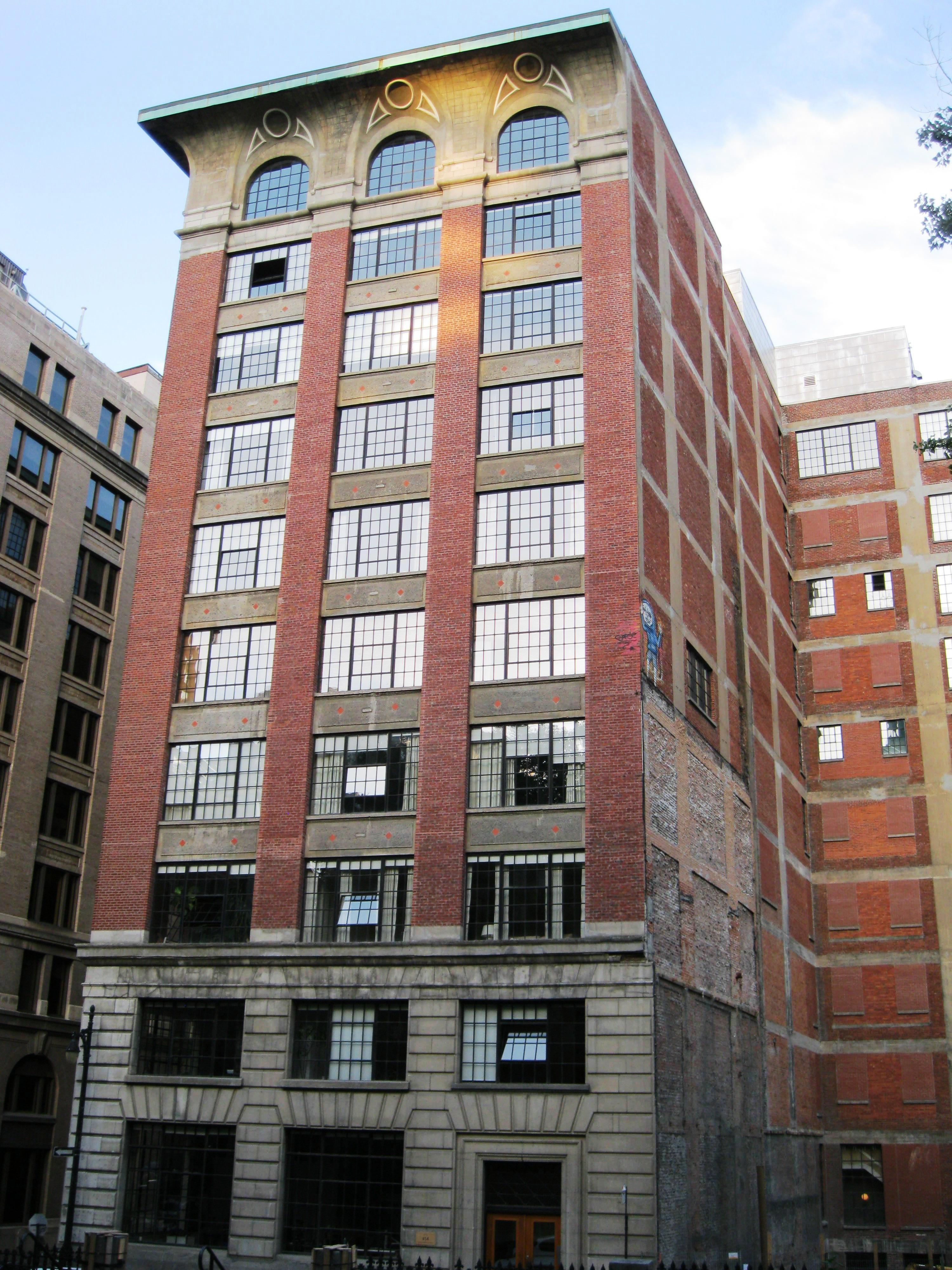
Édifice Unity, rue Saint-Alexandre
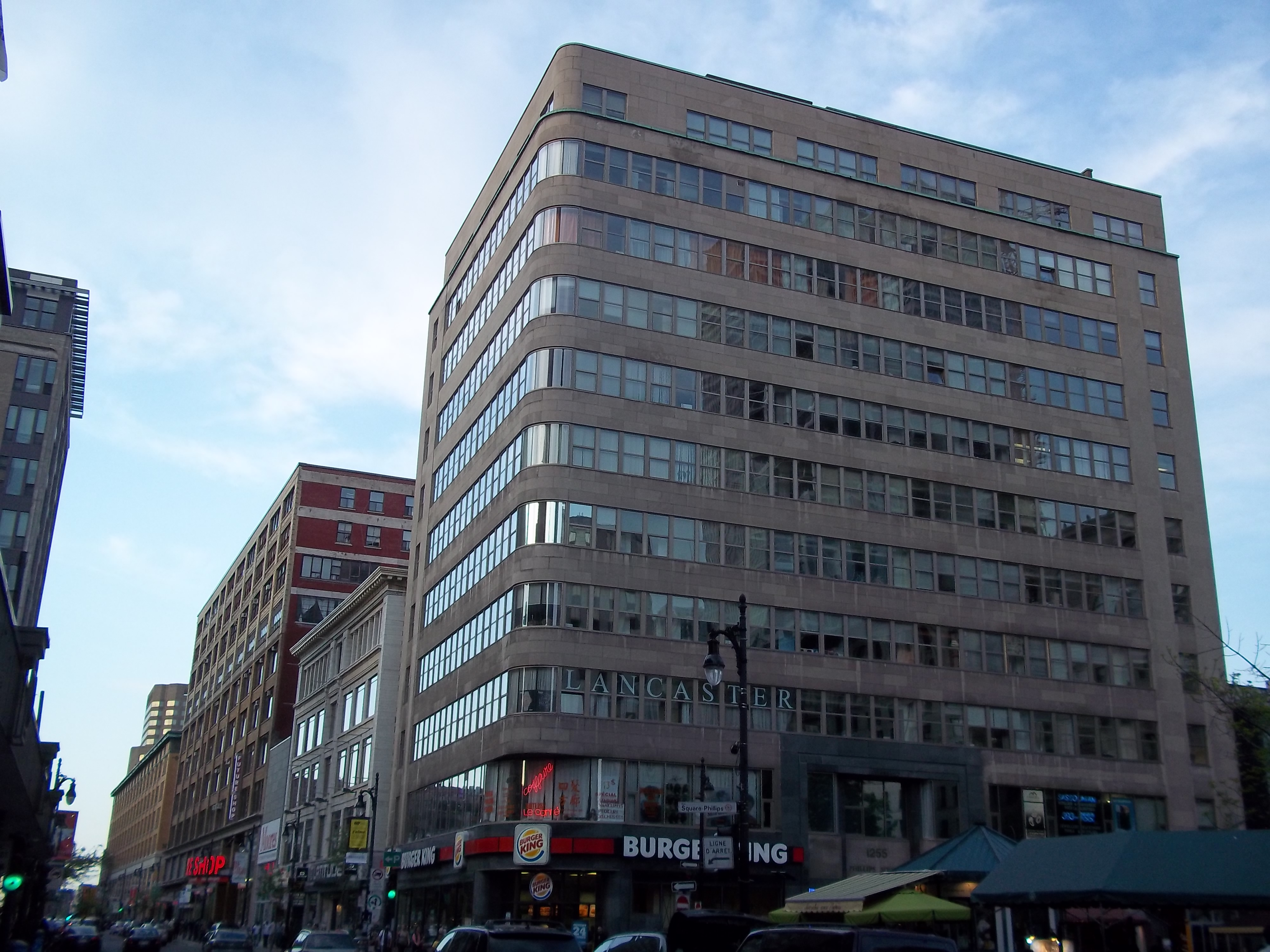
1255 Phillips Square, Square Phillips
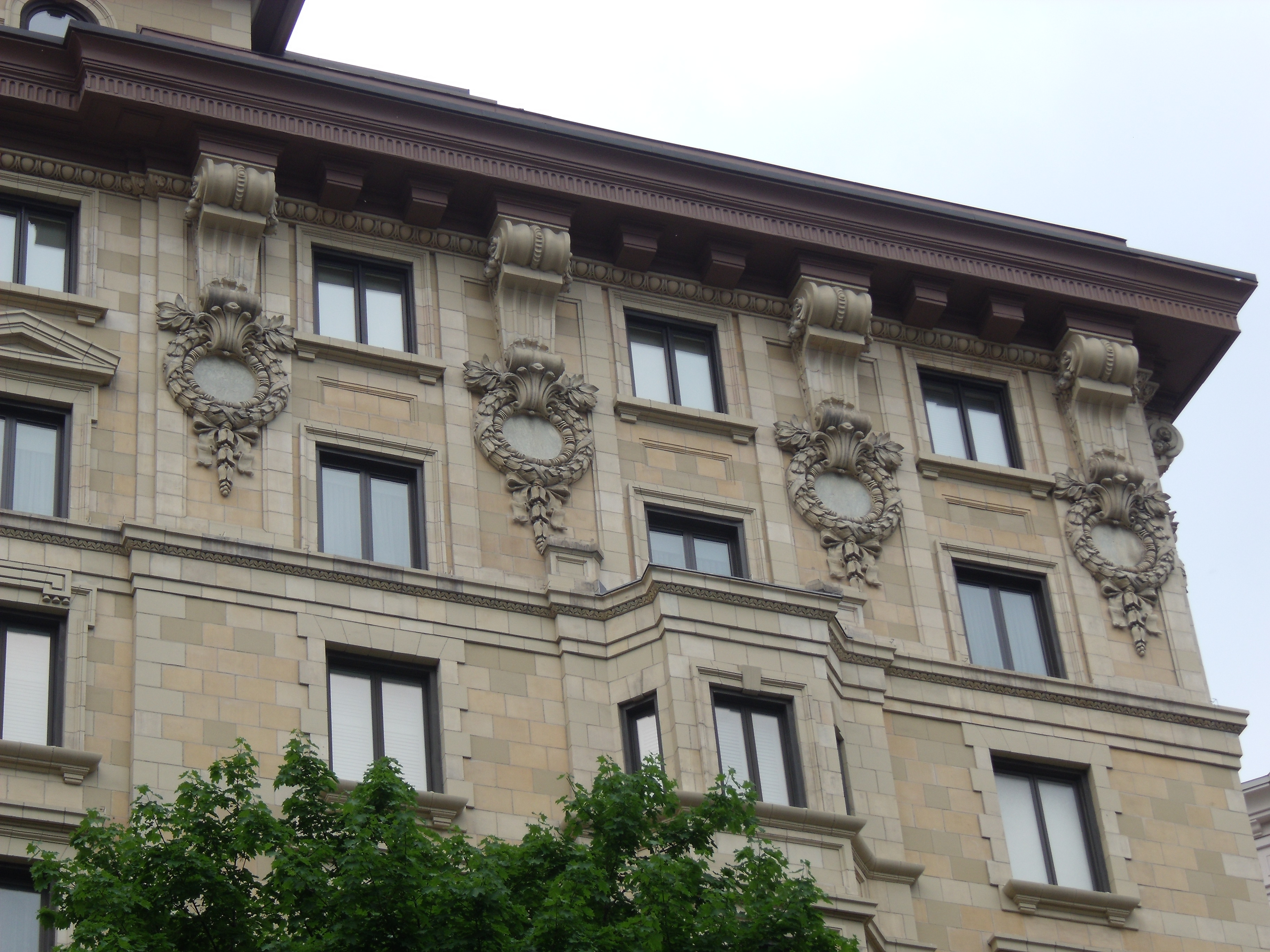
Linton Apartments, rue Sherbrooke West
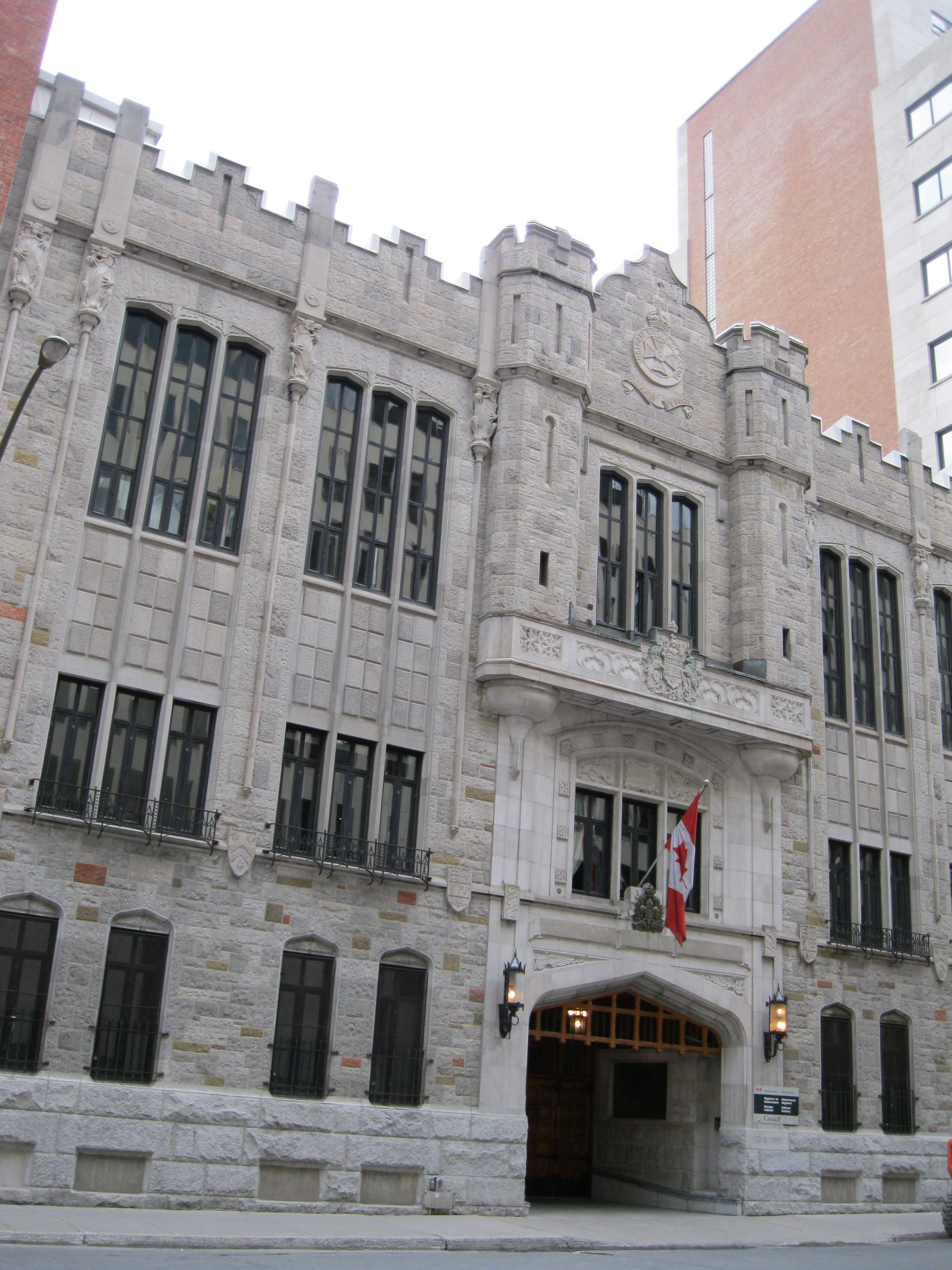
Manège militaire de Cathcart, rue Cathcart